# Oresbius major
Oresbius major là một loài tò vò trong họ Ichneumonidae.